# گل‌های سنت فرانسیس
فرانچسکو، بندهٔ خدا (به انگلیسی: Francis, God's Jester) یا گل‌های سنت فرانسیس (به ایتالیایی: Francesco, giullare di Dio) فیلمی است به کارگردانی روبرتو روسلینی محصول ۱۹۵۰ کشور ایتالیا، این فیلم نامزد دریافت شیر طلایی جشنواره ونیز بوده‌است.

## داستان فیلم
داستان این فیلم در مورد فرانچسکوی قدیس است که خود را وقف خدا کرده و همراهانش بی چون و چرا تمام آنچه را که وی بگوید می‌پذیرند، این فیلم شامل چند اپیزود است و داستان کشمکش‌های فرانچسکو و همراهانش را نشان می‌دهد.

## نظرات
فیلم در اولین نمایش خود در جشنواره ونیز توسط بینندگان مورد تشویق فراوانی قرار گرفت، اما منتقدان این فیلم را بیش از حد فرمالیستی دانستند.
پیر پائولو پازولینی فرانچسکو، بندهٔ خدا را زیباترین فیلم سینمای ایتالیا دانست، و اندرو ساریس یکی از بزرگترین منتقدان تاریخ سینما این فیلم را در رتبه هشتم محبوب ترین‌های عمر خود قرار داد.
در سال ۱۹۹۵ واتیکان این فیلم را در رتبه ۴۵ بزرگترین فیلم‌های تاریخ قرار داد.